# Escudo de Haifa
El escudo de Haifa es el emblema municipal de la ciudad de Haifa, la mayor urbe del norte de Israel y capital del distrito homónimo. Tiene la singularidad de ser el único emblema de Israel de ser definido oficialmente como escudo de armas, estando inscrito como tal en el College of Arms (Colegio de Armas de Londres) desde principios de la década de 1930 (el registro original se efectuó durante el Mandato británico de Palestina).
Otras singularidades del escudo radican en tratarse del único emblema del país en incluir en su timbre una corona —particularmente, una corona mural— y el único que tiene escrito el nombre del municipio en hebreo, árabe e inglés a la vez.

## Historia
Aunque Haifa es conocida como ciudad portuaria desde el siglo i a. C., durante la mayor parte de su historia desde entonces servía de puerto secundario, eclipsado por el puerto de Acre – ciudad situada al norte de la bahía de Haifa, compartida por ambos municipios. Aquello cambió con la instauración del Mandato británico, que designó la ciudad de Haifa como su puerto principal.
A finales de la década de 1920, las autoridades británicas sacaron a concurso público el diseño del escudo oficial de la ciudad, el cual iba a incorporarse a los registros británicos oficiales. La ganadora del concurso fue la diseñadora judía Esther Berlín-Yoel. El comité del concurso fue integrado por el primer alcalde de la ciudad, Hasan Shukri (un musulmán projudío designado alcalde en tiempos del Imperio otomano y considerado por judíos y árabes persona emblemática de la ciudad), el jefe de la Oficina Británica de Ferrocarriles (un tal «ingeniero Scrivner»), el arquitecto jefe del Mandato británico, Henry Kandell, y el artista Herman Shtruk. Se habían recibido varias propuestas, adoptando oficialmente el diseño de Berlín-Yoel el 22 de junio de 1936 (año en que se registró en el Colegio de Armas, en Londres).
El escudo de Haifa fue incorporado al boletín oficial (Reshumot) de emblemas municipales de Israel el 16 de abril de 1959.

## Diseño
En el centro del blasón destaca una nao con cuatro velas cuadras, infladas por el viento, navegando sobre las olas. Ambas figuras, de color blanco, están enmarcadas en un triángulo de color azul marino, cuya punta se adentra en un espacio entre dos faros ubicados en los extremos de dos rompeolas. Estos elementos resaltan el papel clave de Haifa como ciudad portuaria, de las más importantes del litoral oriental del Mediterráneo, y el mayor de tres puertos internacionales de Israel, habiendo sido una arteria principal para el transporte marítimo antes y después de la fundación del Estado judío. La imagen del barco representa el comercio, y los faros y rompeolas representan el puerto de Haifa.
«Flotando» por encima del blasón se encuentra la corona mural, atravesada por una rama de olivo, confiriendo el significado de una ciudad de comercio y paz. Los colores del escudo en su totalidad son blanco, celeste, azul marino y rojo. Algunos interpretan el triángulo azul como la sombra del monte Carmelo, en el que está ubicada la mayor parte de la ciudad de Haifa, y cuya ladera más emblemática, reconocida por el Centro Mundial Bahaí y los jardines colgantes, da al puerto.
En un discurso pronunciado en 1942 por el segundo alcalde de Haifa (y primero judío), Shabtai Levy, durante la inauguración del nuevo Ayuntamiento de la ciudad en Hadar HaCarmel, se dio la única explicación con referencia al timbre del escudo de la ciudad. Según esta versión, la corona mural simboliza la antigua fortaleza de Haifa (Al-Burj), que existía durante siglos hasta ser derrumbada por las autoridades otomanas en 1880. Aquella fortaleza simbolizaba la historia bélica de la ciudad, por lo que la rama de olivo que atraviesa la corona simboliza la imposición de la paz sobre la guerra.

### Modificaciones
Se sabe que el color de fondo del escudo original cambió tras la declaración de independencia del Estado de Israel, probablemente de rojo claro al celeste actual. Otra modificación que tuvo lugar en esta época fue el intercambio de posiciones de los nombres de la ciudad en inglés y hebreo en la banda de pergamino, siendo el hebreo (como ya lengua oficial del país) reubicado en el centro y el inglés a la izquierda.